# Автономізм
Автономізм — назва ряду лівих політичних і соціальних рухів та теорій. Автономами (від дав. грец.: αὐτός — («сам») і νόμος — («закон») або автономними групами в наш час називаються учасники певних незалежних ліворадикально-лібертарних або анархістських рухів. 
Автономні групи організовані в так звані affinity groups. Зв'язки між ними не дуже міцні. Автономи прагнуть створювати, незалежно від існуючого державного ладу, свій власний — вільний простір. Здебільшого, вони слідують антиавторитарним, соціал-революційним і близьким до анархізму ідеалам. 
Правоохоронними органами Німеччини, Австрії та Швейцарії рух автономів було класифіковано як лівоекстремістський[джерело?].

## Походження назви
В Італії під час опору робочих в 1968—1969 рр. відігравав велику роль соціальний рух «Autonomia Operaia» — «Автономія робочих». Для його демонстрацій були характерні збройні сутички з поліцією; крім того, учасники руху проводили акції саботажу на фабриках. У його рядах були не тільки робітники і студенти, а й бездомні і безробітні. Даний рух відмежувався від Комуністичної партії Італії і профспілок і розробив свою власну теорію, операізм, однією з центральних елементів якої була автономія. 
«Автономія борця-робітника, звільненого від контролю профспілок, звичайно ж, відрізняється від автономії постійно збройного пролетарію, який є диктатором над суспільством». 
— ADRIANO SOFRI & LUCIANO DELLA MEA: Про стратегію і організацію «Lotta continua». Інтернаціональна марксистська дискусія 18, Merve, Берлін 1971.
В кінці 70-х операізм втратив своє значення, але сприйняття автономії як самостійної політичної боротьби, незалежної від профспілок і партій, спонтанного руху і відмови від організації та керівництва належить з тих пір до самовизначення автономів і за межами Італії. 
Однак в німецькомовних країнах концепція і практична сторона операізму, розрахованого на рух робочих, грають вкрай малу роль. 

## Історія
Автономізм як теоретична система з'явився в Італії в 1960-х. ЇЇ безпосередніми попередниками були численні операістичні групи. Пізніше постмарксистські і анархістські тенденції стали сильнішими, після зростання впливу ситуаціонізму, відходу зі сцени ультралівих італійських рухів в 1970-х і появи багатьох важливих теоретиків включаючи Антоніо Негрі, який в 1969 році сприяв заснуванню марксистської групи Робоча влада (італ. Potere Operaio Potere Operaio), а також Маріо Тронто, Паоло Вірно та інших. Автономи підтримували тактику прямої дії і спиралися на студентський рух, що досягнув особливого розмаху, після вбивства в 1966 році неофашистами, студента Римського Університету, Паоло Россі.
Кульмінацією руху автономів в Італії був бунт 11 березня 1977 року в Болоньї після вбивства людини поліцією.
Після цього починаючи з 1979 року уряд Італії почав масові переслідування автономістів під приводом того, що вони надавали підтримку Червоним бригадам. В результаті було затримано 12 000 ультралівих активістів; шестистам з яких, вдалося втекти з країни, в їхньому числі 300-м до Франції і 200-м до Південної Америки.
У Франції численні автономні організації брали участь в антиядерних демонстраціях, маршах безробітних, виступали на підтримку RAF, з їхнього числа вийшла група «пряма дія», яка проіснувала до 1987 року. В 90-х роках до традиційної сфери діяльності додалась участь в альтерглобалістських заходах і солідарність з нелегалами.
У Німеччині рух автономів виник за часів студентського руху кінця 60-х. «Нові ліві», так званий рух «Spontis» і акції «Spaßguerilla», що проводяться, наприклад, членами Комуни 1 в Західному Берліні, мали найбільший вплив на принципи і способи проведення акцій німецьких автономів. Вони включали в себе не тільки демонстрації, саботаж і страйки, а й спорудження барикад і закидання поліції камінням та коктейлями Молотова.
У 70-х роках вважалося, що автономи підтримують ліві терористичні угруповання, такі як Фракція Червоної Армії (RAF), Рух другого червня і особливо Революційні осередки. Насправді, в мережі Революційних осередків була фракція (здебільшого в Західному Берліні), яка зараховувала себе до соціал-революційних, а своїх членів до автономів.
Перші акції, в яких брали участь угруповання, які називали себе автономами, відбулися у великих містах на півночі ФРН і в Західному Берліні на початку 80-х. У Берліні відбувся перший з'їзд автономів влітку 1980 року. 6 травня 1980 р. є важливою датою в історії руху і тому деякими вважається датою його заснування: в Бремені на стадіоні Везерштадіон відбулася церемонія складання військової присяги, яка викликала масу протестів. Тисячі противників мілітаризму — багато хто з них організовані в збройні групи — вступили в протиборство з величезною кількістю присутньої поліції.
У період 70-х— 90-х років, а також і в наш час автономні угруповання часто брали і беруть участь в демонстраціях Нових соціальних рухів, наприклад, пацифізму або Руху проти атомної енергії. Активну участь вони брали також в акції проти атомної станції «Брокдорф» в 1981 р, проти спорудження для переробки відпрацьованого ядерного палива в Ваккерсдорфі до 1986 р. і будівництва Західної злітної смуги під Франкфуртом-на-Майні в 80-х. У наш час багато з автономів брали участь в акціях для запобігання транспортування ядерного сміття з французького Ла-Аг до німецького сховища Горлебен.
Тактика німецьких автономів була подібна тактиці сучасного чорного блоку. Вони носили важку чорну одяг, лижні маски, шоломи. Рух пішов на спад після 1989 року, коли був прийнятий новий закон про демонстрації. Залежно від цілей і змісту акцій автономи можуть вітатися або не вітатися організаторами. Однак часто автономи самі ними і є. Причиною спірних відносин автономів з іншими учасниками Нових соціальних рухів є агресивний настрій деяких автономів, тобто їхня готовність вдатися до насильства, наприклад, метання каменів, бійок з противниками і поліцією.
Щоб їх не впізнали, члени автономних груп з'являються на демонстраціях тільки в групах і завжди замотані в традиціях так званого «чорного блоку». Цей термін ввела в вживання прокуратура Франкфурта-на-Майні в 1981 році. Вона хотіла судити автономів за причетність до терористичного угруповання під назвою «Чорний блок». Уніформний одяг і пересування рядами у вигляді блоку були прийняті в якості запобіжного захисту від органів правопорядку. До цього на демонстраціях були заборонені шоломи, щитки, захисні окуляри і респіратори як засобу захисту від поліції, класифіковані законодавчими органами як пасивне озброєння. Але не тільки встановлення особи учасників, але також і їх арешт ускладнюються завдяки появі в чорному блоці. Реакцією на це було заборона маскування в рамках зміни закону про збори в 1985 році.
У наш час автономи в основному беруть участь в акціях сквоттерів (наприклад, захоплення вулиці Хафенштрассе в Гамбурзі), антифа (антифашистських груп, які проводять акції проти правоекстремістських угруповань), а також антирасистського руху, наприклад, в акціях солідарності з іммігрантами під девізом «жодна людина не може бути нелегальним».
В кінці 2000-х років стали проводитися регулярні з'їзди автономів для зміцнення неформальних зв'язків між учасниками. У 2011 році органи захисту конституції відреагували на це збільшеним контролем за допомогою своїх інформаторів.
З 1970-х років і до наших днів сильна традиція анархістського автономізму в Греції.

## Поділ / Дебати про антисемітизм
З часу свого заснування автономи були змішанням різних радикальних фракцій, які не належали до парламенту лівих. Залежно від регіону і часу в русі домінував той чи інший напрямок. В один час, великий вплив мали угруповання, схилялися до анархо-синдикалізму, в інший час — близькі до Фракції Червоної Армії антиімперіалісти. Рух автономів завжди було дуже строкатим, проте сторонам вдавалося після тривалих суперечок прийти до компромісу. 
Два протилежних табори називалися в загальному «Антінімці» і «Антиімперіалісти». Поділ стався в результаті дебатів з питань антисемітизму серед лівих, позиції в близькосхідному конфлікті і оцінки війни в Іраку. Обидві сторони настільки твердо стоять на своїх позиціях, що справа дійшла навіть до сутичок між ними.
«Антинімецький» табір солідарний з Ізраїлем і підтримує близькосхідну політику США. Ця точка зору, має свої витоки в критиці ісламського фундаменталізму і діяльності терористів-смертників. 
«Антиімперіалісти» вважають політику Ізраїлю і США, з ідеологічної точки зору, імперіалістичною і тому злочинної. Отже, вони симпатизують «Визвольній боротьбі палестинського народу проти панування Ізраїлю».
Більшість антиімперіалістів не вважають себе автономами. Головна теза їхньої ідеології: економічно розвинені країни експлуатують Південну Америку, Африку й Азію з метою нарощування свого капіталу. Таким чином, капіталізм отримав геостратегічне значення: навіть найбідніші жителі економічно розвинених країн отримують вигоду від експлуатації трьох континентів, зазначених вище, — отже, в розвинених країнах не існує істинного пролетаріату, матеріально зацікавленого в соціальній революції. Завдання революціонерів, таким чином, зводиться до підтримки рухів за незалежність і соціалістичних режимів у країнах, що розвиваються і перешкоди розвитку військової промисловості в розвинених країнах за допомогою саботажу або інтервенцій, беручи участь в політичних рухах. Оскільки класова боротьба при цьому зводиться до збройного протистояння, проявляється деяка ідеологічна близькість до Фракції Червоної Армії (RAF), яка набирала в свої ряди новобранців з антиімперіалістичних кіл, хоча далеко не всі антиімперіалісти симпатизували RAF. Автономи ж, вірили в можливість революційних змін в розвинених країнах, називали себе соціал-революціонерами. Позиція антінімців частково передалася антинаціоналістам, які заперечують національну приналежність, як придане національного характеру насправді соціальним проблемам суспільства і на відміну від антинімців, не пов'язують німецький антисіонізм з позитивною оцінкою політики США. Серед автономів є представники обох течій. Наприклад, антинімецькі і антинаціональні дискусії дуже впливають на журнал «konkret» і газету «JungleWorld».
Групи автономів, орієнтовані на анархізм і анархо-синдикалізм, відкидають використання національних прапорів, так само як і вираз солідарності з націями і/або національними рухами за незалежність, оскільки для них панування і гноблення є невід'ємними складовими суб'єкта «нація». Серед автономів, мабуть, найбільше представників саме цієї течії, відокремлених і від антиімперіалістів, і від антинімців. 

## Теорія і зміст
В автономних колах найбільше обговорюються теми самовизначення, самоорганізації і озброєння, а також теоретична і практична сторона акцій, пропаганди, політизованість суспільства. При цьому самі акції і пропаганда ставляться скоріше до методики, а політизованість до дидактиці, без якої рух автономів і досягнення їхніх цілей були б неможливими. 
У розумінні автономів неможливо бути повністю незалежним. Життя кожного в якійсь мірі залежить від безлічі обставин, що звичайно, нормально для людини як соціальної істоти. Однак виникає питання: як може ця залежність бути зведена до мінімуму, щоб людина здебільшого могла сама приймати рішення в житті. Тому озброєння автономних угруповань відбувається не заради озброєння, а для боротьби, яка проходить за допомогою підпалів, рідше вибухів (приклад такої організації — K.O.M.I.T.E.E). Насильство заради насильства, або насильство як безцільний ритуал відкидаються. Монополія влади держави при цьому заперечується. 
Цілями нападів є також секс-шопи, організатори секс-туристичних поїздок(сексизм), відомства у справах іноземців (расизм), місця, де збираються (нео)нацисти (фашизм і неонацизм), а також деякі підприємства, які експлуатують своїх працівників і/або природу (капіталізм). 
До теоретичних основ автономів відноситься так звана «tripleoppression» (расизм, сексизм і класизм — з книги «Три до одного» Клауса Віманна). Ця точка зору замінює класичні тези соціалістів і комуністів, за якими капіталізм є головною проблемою (конфлікт між громадським виробництвом і приватною власністю на продукти), інші ж форми експлуатації і гноблення, такі як расизм і сексизм, грають украй малу роль. Тут людина є частиною мережі з трьох форм насильства, які проявляються в тій чи іншій мірі в залежності від ситуації. 

## Вплив субкультури
На початку 1980-х розвивається рух — панк — який протиставляє свій стиль життя і свою музику комерціалізованій рок- і поп-музиці, а також конвенціональній моді і способу життя. Панк мав великий культурний вплив на молодих автономів. Однак інтереси панків і «автоматів» — так панки називають автономів — розрізняються, що призводить до конфліктів. 
Раціональні ліві теорії пов'язані з «субверсивно-божевільним» гумором, втіленим в таких організаціях, як «Spontiliste», які була навіть в студентських парламентах під іменами «Die Rebellen vom Liang Shiang Po», LOLA (Список без завищених претензій) і WAHL-Liste (по-справжньому альтернативний список університетів). Крім того, в русі автономів часто обговорюється вегетаріанство. З приводу озброєння, рух сильно розділився. Одні вважають «чорний блок» істинною формою демонстрацій автономів, інші вважають це безглуздим ритуалом і придумують нові форми акцій, такі як Pink and Silver, що поєднують в собі комічні і навіть музичні елементи. 